# بادخورک فوربز-واتسون
بادخورک فوربز-واتسون (نام علمی: Apus berliozi) نام یک گونه از سرده بادخورک‌ها است.